# Bierwiecka Wola
Bierwiecka Wola – wieś w Polsce położona w województwie mazowieckim, w powiecie radomskim, w gminie Jedlińsk. Ma status sołectwa.
W skład sołectwa Bierwiecka Wola wchodzi także wieś Godzisz i przysiółek Obózek.
| SIMC    | Nazwa      | Rodzaj     |
| ------- | ---------- | ---------- |
| 0624574 | Czekajów   | przysiółek |
| 0624580 | Ludwinów   | przysiółek |
| 0624597 | Malinów    | przysiółek |
| 0624611 | Wycisłówka | przysiółek |

Prywatna wieś szlachecka Wola Bierwiecka, położona była w drugiej połowie XVI wieku w powiecie radomskim województwa sandomierskiego. W latach 1975–1998 miejscowość administracyjnie należała do województwa radomskiego.
Wierni Kościoła rzymskokatolickiego należą do parafii Nawiedzenia Najświętszej Maryi Panny w Lisowie.